# Стелла Янг
Стелла Янг (англ. Stella Young; 24 лютого 1982, Ставел, штат Вікторія, Австралія — 6 грудня 2014, Мельбурн, Австралія) — австралійська комедійна акторка, телеведуча і адвокатка, журналістка і письменниця з вродженим захворюванням «недосконалий остеопороз», або хворобою кришталевої людини.

## Життєпис
Стелла Янг народилась 24 лютого 1982 року в Ставеллі, штат Вікторія в родині м'ясника та перукарки. Від народження хвора на недостатність остеогенезу (хвороба «кришталевої людини», яка вплинула на все її життя). Таким чином вона була у інвалідному візку велику частину свого життя. У 14-річному віці дівчина активно почала громадську діяльність, захищаючи права людини. Вона називала себе «калікою», словом, яке використовувала як позитивне. Спочатку Стелла працювала з дітьми музейною путівницею у Мельбурнському музеї, потім знайшла роботу телеведучої ABC. Там спочатку була редакторкою вебсайту Ramp up. Згодом працювала у програмі «Без обмежень» на 31 каналі, вела першу австралійську культурну програму для людей з обмеженими можливостями протягом восьми сезонів.
Крім того, вона виступала у ролі коміка з 2011 року і двічі дійшла до фіналу Мельбурнського міжнародного фестивалю комедій. У 2014 році Янг отримала нагороду фестивалю «Новачок». Вона дебютувала коміком на шоу Q&A на ABC. Вона здобула міжнародну популярність своїм виступом.
Стелла Янг несподівано померла 6 грудня 2014 року в своїй квартирі в Мельбурні.

## Освіта
У 1999 році Стелла Янг розпочала вивчати журналістику в Університеті Дікін. Потім вона отримала диплом про середню освіту Мельбурнського університету.

## Захист прав людей з інвалідністю
Стелла Янг — захисниця прав людей з інвалідністю. У 2014 році вона виступала зі своєю програмою «Казки із крипт» у рамках Міжнародного фестивалю комедії в Мельбурні в мерії Норткот. Вона працювала в різних органах організацій з прав людей з інвалідностю, а саме, в Консультативній раді з питань інвалідності Вікторіанської ради, Консультативній раді міністрів з питань управління вікторіанських громад та жінок з інвалідністю Вікторія. Брала участь у професійному страхуванні від втрати працездатності в Австралії та в проєкті LiveAccess, метою якого є полегшення молоді з обмеженими можливостями відвідування музичних заходів у Мельбурні. Янг виступала проти об'єктивації існування людей з інвалідністю. Вона говорила, що хотіла б жити в світі, де інвалідність не є винятком.

## Відгуки
- На смерть Стелли Янг відгукнулися багато громадських і державних діячів Австралії. Прем'єр-міністр Джулія Гіллард написала: «Стелла Янг була яскравою зіркою в справі захисту прав людей з інвалідністю».
- Паралімпієць Курт Фернлі заявив: «Вона безстрашно кидала виклик всім стереотипам про інвалідність».
- А гуморист Джош Томас сказав: «Стелла була така молода, приголомшливо весела, рідкісна і дуже крута дівчина».
- «Стелла мріяла про суспільство, в якому люди з обмеженими можливостями могли б вчитися, працювати і робити великі речі, вважаючи абсолютно звичайними. Вона покинула цей світ, коли мрія ставала все ближче і ближче», — сказав прем'єр-міністр уряду штату Вікторія Деніел Ендрюс.